# Annappes
Ne doit pas être confondu avec ANAP, Hannappes ou Hannapes.
Annappes est une ancienne commune du département français du Nord (Hauts-de-France), située sur la Marque à l'est de Lille et au sud de Roubaix. 
Correspondant probablement au domaine royal d'Asnapio à l'époque carolingienne, c'est par la suite une seigneurie, puis un comté. 
La commune, créée en 1790, fusionne en 1970 avec celles d’Ascq et de Flers-lez-Lille pour former la commune nouvelle de Villeneuve-d'Ascq, qui fait partie de l'unité urbaine de Lille.

## Toponymie

### Mentions anciennes du nom d'Annapes en latin
Un texte[réf. nécessaire] de l'époque de Charlemagne (roi des Francs de 768 à 800, empereur de 800 à 814) mentionne Asnapio, forme du nom exprimé en latin, langue des documents écrits à cette époque et durant la plus grande partie du Moyen Âge.
Le nom du village varie au cours des siècles suivants dans différents document écrits en latin : 
- Anaspis (testament de saint Éverard, 837) ;
- Asnapia (titre de fondation de Saint-Pierre de Lille, 1046, 1066) ;
- Asnappia (concession au chapitre Saint-Pierre de Lille, 1110) ;
- Hanapia (cartulaire de Mont-Saint-Martin, 1158) ;
- Annapia (cartulaire de l'abbaye de Loos, 1176) ;
- Ansnapia (charte de Philippe-Auguste, 1202) ;
- Anapia (1248), Hanapa (1275), Anaspia (1280)

### Mention anciennes en langue d'oïl et variations orthographiques ultérieures
Il apparait en langue d'oïl à partir de la fin du XIIe siècle : 
- Asnapie (Taillar, recueil d'actes romans, 1197) ;
- Anaspie (cartulaire de l'abbaye de Loos, 1235) ;
- Annappes (cartulaire de l'abbaye de Lille, 1274) ;
- Asnapes (1277) ;
- Anape (1283) ;
- Anapps (cartulaire de Flines, 1286)[2].

On trouve l'orthographe « Anappes », avec un seul « n », sur plusieurs cartes anciennes du comté de Flandre. On trouve aussi fréquemment « Annapes » (avec un seul « p »), jusque dans des actes d'état civil du début du XXe siècle[réf. nécessaire]

### Étymologie
L'origine de « Annapes » n'a pas été établie avec certitude. 
Théodore Leuridan (1860-1933), dans une notice sur Annappes, envisage les hypothèses suivantes :
- asnapis, mot formé du radical goth ap, contraction de ahva (« eau », cf. aqua en latin) ;
- un mot signifiant en celtique (notamment en gaulois) « (situé) à une courbure de rivière » ;
- contraction d'une formule latine ad Menapios, indiquant qu'Annappes était située à l'extrémité du territoire des Nerviens près du pays des Ménapiens.

Albert Dauzat et Charles Rostaing (Dictionnaire étymologique des noms de lieux en France) pensent que ce nom vient d'un mot germanique hanap (« chanvre »).

## Héraldique
| Blason | Blasonnement : De sinople à la bande échiquetée d'argent et de gueules de deux tires |

## Géographie
Annapes est aujourd'hui un quartier de Villeneuve d'Ascq, mais ce quartier est moins étendu que ne l'était la commune d'Annapes.

### Limites de l'ancienne commune
D'une superficie de 22,6 km², le territoire de la commune d'Annappes constitue la plus grande partie de celui de Villeneuve-d'Ascq (27,4 km²). 
Il avait la forme d'un nœud papillon, incluant, outre le quartier actuel d'Annappes, les quartiers Brigode, Cité scientifique, Hôtel-de-Ville, Pont-de-Bois, Résidence, Poste, Triolo, ainsi que la moitié est des quartiers Cousinerie et Recueil.

### Délimitation du quartier actuel
Le quartier d'Annappes est délimité au nord par l'avenue du Bois, la rue Anne-Joseph-du-Bourg, les allées du Socque, du Val-Saint-Jean, de la Sologne, de la Seigneurie ; la rue de la Justice et la rue du 8-Mai-1945 à l'est ; la rue de Lille au sud et le boulevard du Breucq à l'ouest.

## Histoire

### Préhistoire
Dans les années 1980, on a trouvé dans le parc de l'actuelle école Saint-Adrien un fragment de hache polie en silex, datant selon les estimations d'environ 2 000 ans avant notre ère. Plusieurs haches de ce genre ont été découvertes aux alentours de Lille, notamment dans les alluvions de la Deûle. Les historiens les attribuent à des populations employant encore un outillage de pierre, mais déjà adonnées à l'élevage et à l'agriculture. 
Des fouilles effectuées en 2017 par l'Institut national de recherches archéologiques préventives, sur la place de la République, confirment[réf. nécessaire] que les premiers phénomènes d'occupation du sol datent de la Protohistoire ancienne[pas clair]. Des vestiges de la fin de la Tène et du Haut-Empire romain[pas clair] indiquent en effet qu’un espace consacré à la culture ou à la pâture se trouvait à cet endroit.
Cependant, il n'y a aucune preuve que l'homme se soit sédentarisé à cet endroit. En effet les archéologues n'ont retrouvé de traces d'occupation humaine qu'à la fin de l'indépendance de la Gaule, notamment des balles de fronde au niveau du centre Marc-Sautelet. Il est probable que cet endroit n'était pas un lieu de résidence, mais simplement un de ces replis dans la forêt (décrits par Jules César[réf. nécessaire]) où se réfugiaient les habitants de la région à l'approche des légions romaines.[réf. nécessaire]

### Haut Moyen Âge: le domaine d'Asnapio

#### Le capitulaireDe Villis(vers 800) et le fisc d'Annappes
Annappes est au haut Moyen Âge le site d'un domaine royal appelé Asnapio, connu de façon assez détaillée grâce à une annexe (Brevium exempla) du capitulaire De Villis. 
Lors de la venue de Charlemagne pour l'inauguration de l'abbatiale de Saint-Riquier en 800, des agents royaux dressent un inventaire du domaine[réf. nécessaire] d'Asnapio, probablement Annappes. La description est tellement minutieuse qu'elle est ensuite reprise comme exemple dans le capitulaire, qui est une sorte de manuel de gestion des domaines appartenant au roi (puis empereur), appelés « fiscs » (en latin fisci). 
Selon ce cartulaire, Ascq, Flers et Gruson sont des dépendances du fisc d'Annappes. 
Le domaine comporte une partie exploitée directement au nom du roi (par un régisseur et des esclaves), et une partie (les manses) exploitée par des paysans autonomes qui paient des redevances (cens), généralement en nature. Les paysans sont à cette époque ou bien libres (ingenui) ou bien esclaves (servi).

#### Description du domaine
Les envoyés royaux disent avoir trouvé dans ces trois villages 5 moulins, 4 brasseries, 2 ponts (il s'agit probablement des ponts d'Hempenpont et de Pont-à-Tression) et 4 jardins. 
L'inventaire mentionne des réserves importantes : des milliers de muids d'épeautre et d'orge, des centaines de muids d'avoine, de seigle et de froment, quantité de fèves et de pois ; 1005 porcs salés (dont 155 provenant du cens), 5 025 livres de fromages, de la bière, du sel, du beurre, du miel (dont 3 muids provenant du cens). 
À Tréola[pas clair], ils indiquent la présence de 1250 muids de vin (750 provenant des vignes du domaine et 500 du cens) ; 
Les arbres cultivés dans le fisc sont des poiriers, des pommiers, des néfliers, des pêchers, des noisetiers, des noyers, des mûriers, des cognassiers, des pruniers et des cerisiers. 
On trouve aussi des plantes diverses : lis, costus[pas clair], menthe, persil, rue, ache, livèche, sauche, sariette, sabine, porreau, aulx, tanaisie, menstratum, corriendre[pas clair], échalotes, oignons, choux, choux-raves, bétoine ; le fisc de Tréola contient de plus les plantes suivantes : bette, auroue, népéta, sclarea, tournesol, aigremoine, mauves, guimauves, cerfeuil, brittoles.
En ce qui concerne le cheptel, on y trouve :
- 51 juments, 3 étalons, 10 poulains, 2 ânes ;
- 16 bœufs, 50 vaches ayant vêlé, 20 génisses, 3 taureaux, 38 veaux ;
- 260 porcs, 100 porcelets, 5 verrats ;
- 150 brebis, 120 moutons, 200 agneaux ;
- 30 chèvres, 3 boucs, 30 chevreaux; 30 oies, 80 poulets, 22 paons.

Le domaine fournit des chevaux pour la cavalerie du roi.

#### Le domaine d'Annappes après Charlemagne (814-881)
Le domaine d'Annappes, avec ses dépendances d'Ascq et Flers, passe à sa mort (814) à son fils Louis le Pieux. En 836, Louis le Pieux le cède en dot à sa fille Gisèle, lors de son mariage avec Évrard de Frioul. Ce couple noble fondera l'abbaye de Cysoing. Leur second fils, le marquis Bérenger Ier (par la suite roi des Lombards, puis empereur), hérite d'Annappes et de ses dépendances, sauf Gruson,.
En 863, le domaine, avec ses dépendances d'Ascq et Flers, entre dans le domaine des comtes de Flandres (devenus héréditaires au cours du IXe siècle) par le biais d'une descendante d'Évrard de Frioul, Clémence de Bourgogne, qui épouse Robert II de Flandre,. À cette date, le comté de Flandre ne fait plus partie de l'Empire, partagé en trois par le traité de Verdun (843), mais de la Francie occidentale de Charles le Chauve.
En 881, les Normands pillent le domaine depuis le camp qu'ils ont établi à Courtrai. C'est la dernière mention textuelle de ce domaine.

### Moyen Âge: une possession des comtes de Flandre

#### Le domaine d'Annapes sous les comtes de Flandre
Au Xe siècle, le comte de Flandre, installé à Lille, accapare le territoire d'Annappes. Tous les villageois sont désormais soumis au pouvoir comtal. Le comte désigne un maire, un officier comtal, pour administrer le domaine d'Annappes. En 1066, Baudouin V de Flandre donne, par la charte de dotation à la collégiale Saint-Pierre de Lille, les deux tiers des revenus de l'église d'Annappes. Cependant, on ne sait pas s'il y a un lien entre cette église et l'actuelle église Saint-Sébastien d'Annappes. À cette époque, Annappes entretient des relations étroites avec ses voisins, les villages d'Ascq et de Flers.
En 1110, l'autel d'Annappes et de Lesquin est concédé au chapitre Saint-Pierre de Lille par Baudri, évêque de Noyon et Tournai. En 1144, le pape Célestin II conforme cette donation par une bulle. Au XIIe et XIIIe siècles, de nombreuses abbayes ont des biens à Annappes.
Le comte Baudouin IX démembre une partie de son domaine de la mairie d'Annappes pour donner un fief à Gilbert de Bourghelles ; celui-ci y crée, vers 1200, son manoir, la maison forte de Quiquempois. Gilbert, marié à la veuve du châtelain de Lille, assure cette fonction militaire au début du XIIIe siècle. Lors du départ du comte pour la croisade, Gilbert de Bourghelles, seigneur de Quiquempois est l'un des quatre bailli-procurateurs du comté de Flandre. Après la disparition de Baudouin IX, devenu empereur de Constantinople, en 1205, le seigneur de Quiquempois joue un rôle éminent auprès des héritières du comté. En 1214, c'est lui qui conseille le nouveau comte de Flandre, Ferrand de Portugal.
Le comte dote les établissements religieux de certaines de ses terres. C'est ainsi que l'hôpital Saint-Sauveur possède une grande ferme à blé à Annappes au XIIIe siècle. C'est à cette époque que les Le Preudhomme, bourgeois lillois, récupèrent la mairie comtale d'Annappes, et que l'échevinage (conseil municipal) se charge de définir des règlements communs aux trois villages d'Annappes, Ascq et Flers.
En 1264, Gauthier d'Asnapes vend à la comtesse de Flandre Marguerite de Constantinople plusieurs parties de terre de Villers dans le dîmage d'Annappes et d'Ascq.
Au XIVe siècle, le fief vicomtier de la mairie d'Annappes chargé de 10 livres de relief comprend : un manoir avec 21 cens et 3 quarterons de prés, bois et eaux, tenant au cimetière de l'église ; 8 bonniers de terre de labour ; 14 hôtes ; 4 chapons ; 2 poules et 7 havots un tiers de blé. Il possède aussi 6 hommages parmi lesquels La Tour à Marcq-en-Barœul ; le fief Halluin à Ascq et un fief vicomtier appartient aux religieuses de l'hôpital Saint-Sauveur de Lille.
Bien que le territoire soit riche, la population paysanne vit de manière très précaire, et doit subir plusieurs famines au XIVe et au XVe siècle, notamment durant l'année 1316 à la suite de mauvaises récoltes l'année d'avant. Un autre malheur s'abat sur la région, la guerre. De 1297 à 1304, les troupes des français de Philippe IV de France et celles des Flamands ravagent les cultures et brûlent le village. En 1340, au début de la guerre de Cent Ans, le village est occupé militairement. En 1349, c'est la peste noire qui s'abat sur la région et la population d'Annappes diminue considérablement.

#### L’époque des Pays-Bas bourguignons (1369-1482)
En 1369, la comtesse Marguerite de Flandre épouse le duc de Bourgogne Philippe II le Hardi (frère du roi de France Charles V). Le comté de Flandre devient une possession des ducs de Bourgogne : c'est le premier pas dans la constitution de ce qu'on appelle  les Pays-Bas bourguignons. Les successeurs de Philippe le Hardi sont Jean sans Peur, Philippe le Bon, Charles le Téméraire et Marie de Bourgogne. 
Au XVe siècle, la population recommence à croître, même si Annappes reste plus petit qu'Ascq et Flers : En 1449, des enquêtes fiscales[réf. nécessaire] dénombrent 78 habitants à Annappes. L'économie du village se redresse lentement, malgré les pestes périodiques, les mauvaises récoltes et la présence presque constante de militaires[réf. nécessaire] pendant la guerre de Cent Ans (1347-1453), notamment au début du règne (1419-1467) de Philippe le Bon, qui fait la paix avec le roi de France Charles VII en 1435 (traité d'Arras), et sous le règne (1467-1477) de Charles le Téméraire, en conflit perpétuel avec le roi Louis XI.

### Période des Habsbourg, puis des Habsbourg d'Espagne (1482-1668)

#### La guerre de Succession de Bourgogne (1477-1482)
En janvier 1477, la mort inopinée du duc de Bourgogne Charles le Téméraire, à qui succède sa fille de 20 ans encore célibataire Marie de Bourgogne, déclenche une offensive générale de Louis XI, à la fois en Bourgogne et dans les Pays-Bas bourguignons. En juillet, Marie épouse le prince Habsbourg Maximilien d'Autriche, qui réussit à éviter le pire. À la mort (accidentelle) de la duchesse en 1482, son héritage passe à leur fils, Philippe le Beau, qui devient duc de Bourgogne et comte de Flandre). La guerre de Succession de Bourgogne prend fin avec le traité d'Arras de décembre 1482 (rectifié en 1493 par le traité de Senlis).
Annappes subit les conséquences de ce conflit : entre autres, son église est brûlée par les troupes françaises. Elle est reconstruite une fois la paix revenue ; les parties les plus anciennes de l'église actuelle datent de cette époque.

#### Période des Pays-Bas des Habsbourg (1482-1555)
En 1498, la population est de 410 habitants et de  500 personnes en 1505 (avec un cheptel de 34 chevaux, 20 poulains, 284 vaches et 408 moutons).[réf. nécessaire]
Après la mort prématurée de Philippe le Beau (1506), l'héritage de Bourgogne (dont le comté de Flandre) échoit à son fils Charles, qui devient aussi roi d'Espagne en 1516 et est élu empereur (Charles Quint) en 1520. En 1555, Charles Quint cède les Pays-Bas à son fils Philippe, puis l'Espagne en 1556. 

#### Annappes dans les Pays-Bas espagnols (1556-1668)
Désormais, le roi d'Espagne, possesseur de ce qu'on appelle Pays-Bas espagnols ou Pays-Bas méridionaux), est aussi comte de Flandre. Le comté est, avec le comté d'Artois, un des enjeux des conflits entre la France et l'Espagne, du règne de Philippe II au règne de Philippe IV. Annappes est fortement concernée, notamment en raison de la proximité de la ville de Lille. 

#### Achat de la seigneurie par Jean de Roblès (1588)
En 1559, les Le Preud'homme, détenteurs de la mairie comtale, obtiennent la haute justice et seigneurie dans l'échevinage d'Annappes. Ils y possèdent un château avec donjon, douves, pont-levis et prisons (ce château occupait l'emplacement du collège Saint-Adrien).

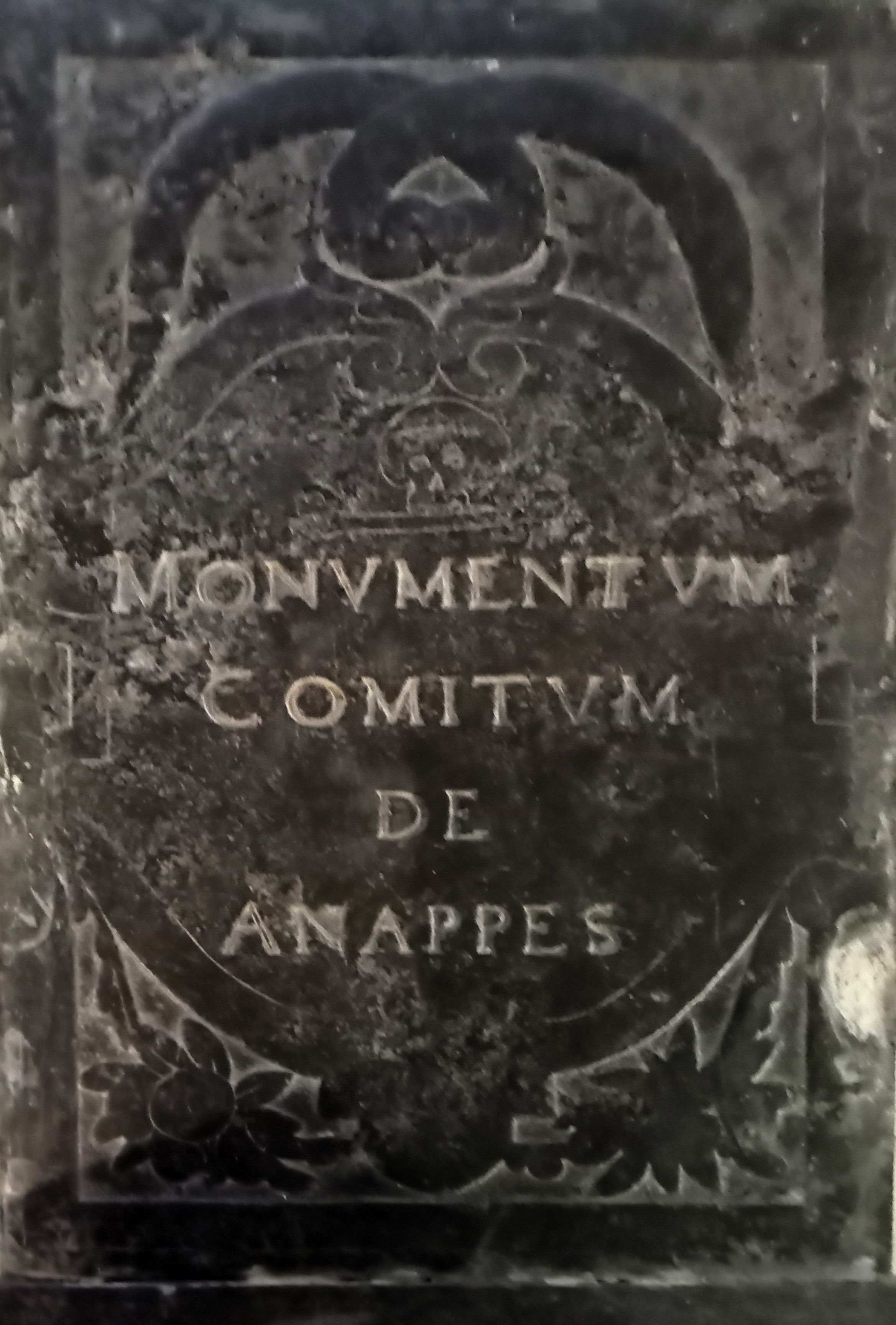
Pierre tombale de Jean de Roblès, premier comte d'Annappes, dans l'église Saint-Sébastien.

Jean de Roblès (1560-1621), gouverneur de Lille, achète le château et la seigneurie d'Annappes à Marguerite Le Preud'homme, dont le frère Charles, précédemment maire et seigneur d'Annappes, est mort sans postérité en 1588.

#### Création du comté d'Annappes (1605)
Le 19 avril 1605, les archiducs Albert et Isabelle, princes souverains des Pays-Bas espagnols, élèvent la seigneurie d'Annappes en comté au profit de Jean de Roblès, ce qui lui donne le titre de comte d'Annappes (il avait racheté  la mairie d'Annappes aux Le Preud'homme, sans héritiers),. Le 9 janvier 1609, à la requête du nouveau comte d'Annappes, les villages d'Ascq et Flers sont rattachés aux comté, échevinage et juridiction d'Annappes. 
En 1609, Jean de Roblès reçoit l'archevêque de Naples monseigneur Bentivoli dans son château d'Annappes.

### Dans le royaume de France de l'Ancien Régime (1668-1789)
En 1667, Louis XIV fait le siège de Lille, et prend la ville. En 1668, Annappes devient alors un village français par le traité d'Aix-la-Chapelle.
Le village subit constamment les maux de la guerre : logement des troupes, réquisition en tous genre, ravages et exaction des soldats. En 1707, l'armée française, sous les ordres du général Barrère, campe à Annappes, du Pont-à-Tressin à Frelinghien. De 1708 à 1713 la région est occupée par les Britannico-Hollandais de Marlborough, qui reviendront en 1744.
En 1737, le curé d'Annappes soutient un long procès pour obtenir la prise en charge d'un vicaire par le chapitre Saint-Pierre. Grâce à lui, on sait que les cantons de Marchenelles, d'Hempempont et du Recueil étaient appelés « La petite Hollande » car les habitants fréquentaient très rarement les églises. Cette même année, on répertorie à Annappes, 180 ménages et 1 021 habitants.
Le roi permet en 1774 le partage des marais entre les trois villages et leurs voisins, et ceux-ci seront asséchés en 1781. L'alphabétisation progresse : entre 1737 et 1789, 50 % des hommes et 32 % des femmes savent signer leur acte de mariage à Annappes. La vie culturelle se développe aussi, avec des ducasses deux fois par an dans le village. On y fête aussi la Saint-Jean, la Saint-Martin et la Saint-Éloi. À Annappes comme à Flers sont organisés des concours de tir à l'arc très prisés, où l'on couronne celui qui abat le geai.
Dans les années 1780, le comte d'Artois futur Charles X prend le commandement d'un camp établi à Annappes pour une manœuvre militaire, il est reçu au château d'Annappes.

### Révolution française et guerres napoléoniennes (1789-1815)
Comme à Lille, il n'y a pas de révolution populaire chez les paysans en 1789; de plus les événements parisiens leur arrivent avec plusieurs jours de retard, et ils sont occupés par la répartition de leur marais communaux. En janvier 1790, Jean-Baptiste Béguin est élu maire d'Annappes. A. Boussemart lui succédera.
En avril 1792, lors de la déclaration de guerre contre l'Autriche, des régiments se regroupent entre Lille et Baisieux, pour être dirigés vers l'ennemi. Mais à l'approche de l'ennemi au Pas de Baisieux, dès les premières canonnades, ils battent en retraite vers Lille, où la foule massacrera le général Dillon. Les Autrichiens dirigés par le duc de Saxe-Teschen occupent la région après avoir pris Roubaix, Tourcoing et Lannoy. Cependant, ils lèvent le siège de Lille le 8 octobre face à l'impossibilité de s'emparer de la ville. La rivière, la Marque, sépare les troupes républicaines qui stationnent à Flers, Annappes et Ascq des Autrichiens de la fin 1792 au début de 1794. La coalition formée contre la France envahit le village en 1794, mais la victoire de Tourcoing, le 18 mai 1794, repousse l'ennemi.
Sous la Terreur, les biens des émigrés sont confisqués. De même, l'argenterie et les objets de cultes de l'église Saint-Sébastien sont inventoriés, envoyés à Lille et récupérés par l'État. L'église sera même vendue le 29 septembre 1798 aux enchères en même temps que celles d'Ascq et de Flers, mais ne sera pas démolie. Après le Concordat, elle sera reprise par les religieux.
À partir de 1800, les maires sont nommés par le préfet. Le premier sera P.J. Mahieu pour Annappes.
Les guerres de l'Empire sont gourmandes en individus, et les hommes du village sont très nombreux à se mutiler ou à se cacher dans les carrières de Lezennes.

### XIXesiècle

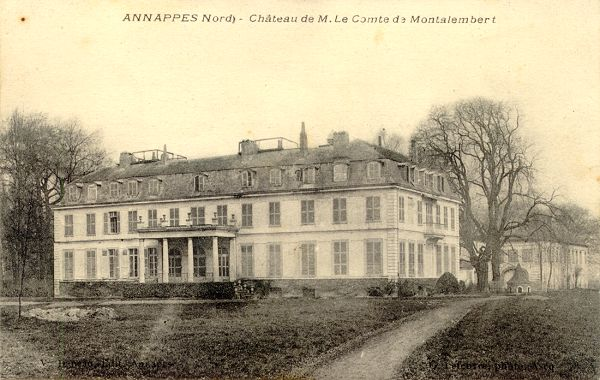
Château de Montalembert vers 1900.

En 1805 et 1806, le comte de Lannoy fait détruire le château fort entouré de fossés et flanqués de quatre tours hérité des Le Preud'homme.
L'activité d'Annappes reste essentiellement artisanale et agricole. De grands propriétaires restent au pouvoir du bourg, comme le baron d'Empire Romain-Joseph de Brigode-Kemlandt - député du Nord pendant 19 ans entre 1805 et 1837 et maire de la commune de 1814 à 1848 - et ses amis Humbert de Clercy et le comte Arthur de Montalembert, qui dominent le village. Encore à cette époque, les villages souffrent des épidémies et de conditions de travail difficiles (repos dominical non respecté, travail des enfants).
En 1862, la ferme Dupire (appelée ainsi du nom de son dernier propriétaire) est construite par Antoine de Ruielle (dit Desruelle) près de la route de Tournai (rue des Fusillés).
Annappes reste très rurale et a du mal à accepter le progrès, ainsi les automobilistes d'Annappes se voient conseiller en 1903 de prendre exemple sur les chevaux.

En 1875, Louis Spriet, cultivateur à Annappes, décide de développer l'exploitation familiale et fait construire en 1876 une distillerie agricole de grains. Son successeur, un autre cultivateur (de Bouvines), qui devient propriétaire du bâtiment en 1898, transforme l'activité et fait édifier une brasserie qu'il baptise du prénom de son épouse Brasserie Sainte-Marie. La ferme continue de fonctionner, pendant que la brasserie devient une entreprise très florissante. En 1971, avec la construction de la ville nouvelle, l'expropriation est décidée et la brasserie abattue en 1973.

### XXesiècle
Fin septembre 1903, meurt un Annappois célèbre en son temps : Jules Dumont dont la barbe de 3,65 m de longueur avait été une des attractions de l'Exposition universelle de 1900.
À partir d'octobre 1914, les Allemands occupent la région, jusqu'à la libération par les Britanniques en octobre 1918.
Avec la poussée démographique qui entraîne les citadins vers la périphérie de Lille, la population du village augmente considérablement. En 1939, Annappes compte environ 4 000 habitants. Dans la première moitié du XXe siècle, Annappes est composée à 75 % d'ouvriers et garde son caractère villageois avec peu de professions libérales ou de bourgeoisie industrielle.
Pendant la Seconde Guerre mondiale, Annappes dépend du commandement allemand de Bruxelles, et n'aura jamais fait partie du gouvernement de Vichy. L'occupation allemande durera de mai 1940 à septembre 1944, et la zone sera encore une fois libérée par les Britanniques.
En 1958 l'Association des paralysés de France crée le Centre de rééducation fonctionnelle Marc-Sautelet, qui ne cessera de se développer depuis lors.
De 1962 à 1967, un campus universitaire scientifique (cité scientifique) est créé sur des terrains majoritairement situés au sud de la commune d'Annappes. La faculté des Sciences de Lille, aujourd’hui Université des Sciences et Technologies de Lille, s'y installe.

### Dans la commune de Villeneuve-d'Ascq (depuis 1970)
En 1967, la communauté urbaine de Lille est créée et regroupe 89 communes dont Annappes, Ascq et Flers. Le 5 octobre 1967 269 habitants reçoivent une lettre recommandée, pour les prévenir de l'ouverture imminente d'une enquête préalable à la déclaration d'utilité publique, soit des expropriations à venir.
Le 4 février 1970, lors d'une conférence de presse, les mairies d'Annappes, d'Ascq et de Flers annoncent que leurs communes vont fusionner. Le 25 février, Annappes n'existe plus en tant que commune et le bourg devient un simple quartier de la ville nouvelle de Villeneuve-d'Ascq, le reste de la commune étant divisé en d'autres quartiers.
Le 2 mars 1971, l'EPALE lance sa première tranche de logements : 660 au Triolo et 120 à Saint-Sauveur à Annappes. Le quartier Saint-Sauveur sera achevé en 1975.
En 1974, Annappes comptait 13 800 habitants.
En 1981, la ville nouvelle construit au bord de la rue du 8-Mai-1945 des courts de tennis couverts.
En 1991 débute la construction de salle polyvalente d'Annappes.
En 2011, un appel au mécénat a été lancé par la mairie pour rénover l'église Saint-Sébastien d'Annappes,.

## Démographie
Évolution démographique
| 1449 | 1498 | 1505 | 1793  | 1800  | 1806  | 1821  | 1831  | 1836  |
| ---- | ---- | ---- | ----- | ----- | ----- | ----- | ----- | ----- |
| 78   | 410  | 500  | 1 221 | 1 161 | 1 185 | 1 356 | 1 650 | 1 664 |

| 1841  | 1846  | 1851  | 1856  | 1861  | 1866  | 1872  | 1876  | 1881  |
| ----- | ----- | ----- | ----- | ----- | ----- | ----- | ----- | ----- |
| 1 821 | 1 943 | 1 962 | 2 050 | 2 118 | 2 232 | 2 307 | 2 357 | 2 651 |

| 1886  | 1891  | 1896  | 1901  | 1906  | 1911  | 1921  | 1926  | 1931  |
| ----- | ----- | ----- | ----- | ----- | ----- | ----- | ----- | ----- |
| 2 713 | 2 858 | 2 860 | 3 014 | 2 956 | 3 026 | 3 020 | 3 127 | 3 221 |

| 1936  | 1946  | 1954  | 1962  | 1968   | 1975 | 1982 | 1990 | 1999 |
| ----- | ----- | ----- | ----- | ------ | ---- | ---- | ---- | ---- |
| 3 350 | 3 553 | 3 751 | 5 373 | 11 618 | -    | -    | -    | -    |

## Administration
| Période                                  | Période | Identité                                   | Étiquette        | Qualité                                          |
| ---------------------------------------- | ------- | ------------------------------------------ | ---------------- | ------------------------------------------------ |
| 1790                                     |         | Jean-Baptiste Béghin                       |                  |                                                  |
| 1791                                     |         | A. Boussemart                              |                  |                                                  |
| 1800                                     | 1808    | P.J. Mahieu                                |                  |                                                  |
| 1814                                     | 1848    | Romain-Joseph de Brigode-Kemlandt          | Gauche           | baron d'Empire, sénateur, député, pair de France |
| 1881                                     | 1925    | Jules de Montalembert                      | monarchisme, ALP | conseiller général, député                       |
| 1925                                     |         | Geoffroy de Montalembert                   | PRL, RPF         | sénateur, député                                 |
| 1946                                     | 1957    | Michel Paepegaey                           | MRP              | agriculteur                                      |
|                                          | 1970    | Jean Lecoutre (1er adjoint Pierre Defives) |                  |                                                  |
| Les données manquantes sont à compléter. |         |                                            |                  |                                                  |

## Personnalités liées à la commune
- Évrard de Frioul (?-866), marquis de Frioul ; sa femme Gisèle (?-874), fille de Louis le Pieux ; leur fils Bérenger Ier de Frioul (?-924), marquis de Frioul, roi des Lombards, empereur des Romains.
- Thierri de Asnape, chanoine de Cysoing XIIIe siècle[2].
- Gauthier d'Annappes (Galterus Asnapia), gentilhomme du comté de Flandres XIIIe siècle[2].
- Bertrand Motte (1914-1980), est né à Annappes.
- Jacques-Yves Mulliez (1917-2015), résistant pendant l'occupation allemande de la Seconde Guerre mondiale y est mort[28].

Plusieurs familles nobles ont profondément marqué l'histoire d'Annappes, par leurs possessions et leurs implications locales : les familles Le Preud'homme, de Roblès, de lannoy, de Clercy, de Brigode et de Montalembert.

### Famille Le Preud'homme
La famille Le Preud'homme est d'origine cambrésienne. En 1559 les Le Preud'homme qui avaient la mairie comtale obtiennent la haute justice et seigneurie dans tout l'échevinage d'Annappes. Ils y possèdent un château édifié avec donjon, avec des douves, un pont-levis, des prisons et une basse-cour, à l'actuel emplacement du collège Saint-Adrien d'Annappes.
- Jean Le Preud'homme, seigneur de l'Anglée et d'Halluin à Ascq en 1261[2].
- Alard le Preud'homme, bourgeois lillois du XIIIe siècle.
- Charles Le Preud'homme (?-1588), dernier maire et premier seigneur d'Annappes en 1588[2].
- Marguerite Le Preud'homme, sœur de Charles, épouse de Gaspard de Harchies, seigneur de Forest XVIe siècle([2].

### Famille de Roblès
La famille de Roblès hérite du château et de la seigneurie d'Annappes, qui va devenir un comté.
- Jean de Roblès (1560-1621), baron, gouverneur de Lille, premier comte d'Annappes.
  - Antoinette de Roblès (XVIIIe siècle), femme de Robert Lamoral, comte de Lannoy.

### Famille de Lannoy
La famille de Lannoy va accéder au comté d'Annappes par mariage.
- Robert Lamoral, comte de Lannoy, comte d'Annappes, époux d'Antoinette de Roblès au XVIIIe siècle.
- Pierre-Maximilien, comte de Lannoy (frère de Robert) comte d'Annappes.
  - François-Ferdinand de Lannoy (héritier de Pierre-Maximilien) et comte d'Annappes, député des États généraux de 1789.

### Famille de Clercy
Ancienne famille de nobles cauchois.
- Humbert, vicomte de Clercy (1820-1870), époux de Noémie de Brigode.

### Famille de Brigode
La famille de Brigode est une famille noble de Lille et d'Annappes. Expulsée de Hollande par les guerres de religion, elle s'installe en Flandres en 1623.
- Pierre Jacques Joseph de Brigode (1724-?), seigneur de Kemlandt, qui fait construire à Annappes en 1770 un château entouré d'un vaste parc : le château de Brigode.
  - Marie-Catherine Recq, épouse de Pierre Jacques Joseph.
  - Pierre François Robert Désiré de Brigode-Kemlandt (1773-1849), premier fils de Pierre Jacques Joseph et de Marie-Catherine.
  - Romain-Joseph de Brigode-Kemlandt (1775-1854), deuxième fils de Pierre Jacques Joseph et de Marie-Catherine, baron d'Empire, député du Nord, maire d'Annappes, pair de France, qui fait réaliser un jardin à l'anglaise au château de Brigode.
    - Célestine Louise Henriette de Fay de La Tour Maubourg (1799-1893), épouse de Romain-Joseph, petite-fille de Marie-Joseph Paul Yves Roch Gilbert du Motier, marquis de La Fayette (1757-1834).
    - Georgine de Brigode (1821-1839), fille de Romain-Joseph et Célestine.
    - Gabrielle de Brigode (1823-1856), fille de Romain-Joseph et Célestine, en hommage à laquelle est créée la villa Gabrielle.
    - Noémie de Brigode (1827-1906), vicomtesse de Clercy, fille de Romain-Joseph et Célestine, qui fait construire en 1873 un ouvroir à côté de l'hospice Gabrielle et en 1878 une chapelle à l'arrière du bâtiment.
      - Humbert de Clercy (1820-1870), époux de Noémie de Brigode.
      - Alix Marie Thérèse de Maurès de Malartic de Brigode (1857-1913), nièce et fille adoptive de Noémie de Brigode, propriétaire de la villa Gabrielle.
        - Jules de Montalembert (1850-1926), époux d'Alix, neveu de Charles de Montalembert (1810-1870), maire d'Annappes de 1881 à 1925, né à Versailles et décédé au château de Brigode.
        - Geoffroy de Montalembert (1898-1993), fils d'Alix et de Jules, maire d'Annappes de 1925 à 19??, député de Seine-Maritime de 1936 à 1942.

    - François Adrien Maurice Louis Romain de Brigode (1829-1860), fils de Romain-Joseph et Célestine, qui hérite en 1856 de la Villa Gabrielle à Annappes et y fonde un hospice.
      - Georgine Ghislaine Vilain (1833-1924), épouse de François Adrien Maurice Louis Romain.

  - Louis Marie Joseph de Brigode (1776-1827), troisième fils de Pierre Jacques Joseph et de Marie-Catherine, conseiller général du Nord, maire de Lille, comte de l'Empire, pair de France.
    - Émilie Louise Marie Françoise Joséphine de Pellapra (1806-1871), épouse de Louis Marie Joseph, comtesse de Brigode (par son mariage), prétendue fille naturelle de Napoléon Ier.
    - Fernand de Brigode (1827-1830), fils de Louis Marie Joseph et d'Émilie.
    - Louis Marie Henry Pierre Désiré (1827-1859), fils de Louis Marie Joseph et d'Émilie, frère jumeau du précédent, marquis de Brigode[30], pair de France, maire de Romilly.

### Famille de Montalembert
- Jules de Montalembert (1850-1926), neveu de Charles de Montalembert (1810-1870), maire d'Annappes de 1881 à 1925, conseiller général centre droit[31], né à Versailles et décédé au château de Brigode.
  - Alix Marie Thérèse de Maurès de Malartic de Brigode (1857-1913), épouse de Jules.
  - Geoffroy de Montalembert (1898-1993), fils de Jules et Alix, maire d'Annappes de 1925 à 1935, maire d'Ermenouville de 1936 à 1993, député de Seine-Maritime de 1936 à 1942.
    - Carmen de Maillé de La Tour Landry (1903-1926), première épouse de Geoffroy
    - Valentine de Montalembert, fille de Geoffroy et Carmen, maire d'Ermenouville de 1993 à 2001
    - Odile de Wendel (1908-1994), deuxième épouse de Geoffroy

## Patrimoine
- Un « Arbre de la Liberté » a été planté en 1848 sur la place du village pour fêter l'avènement de la Seconde République.

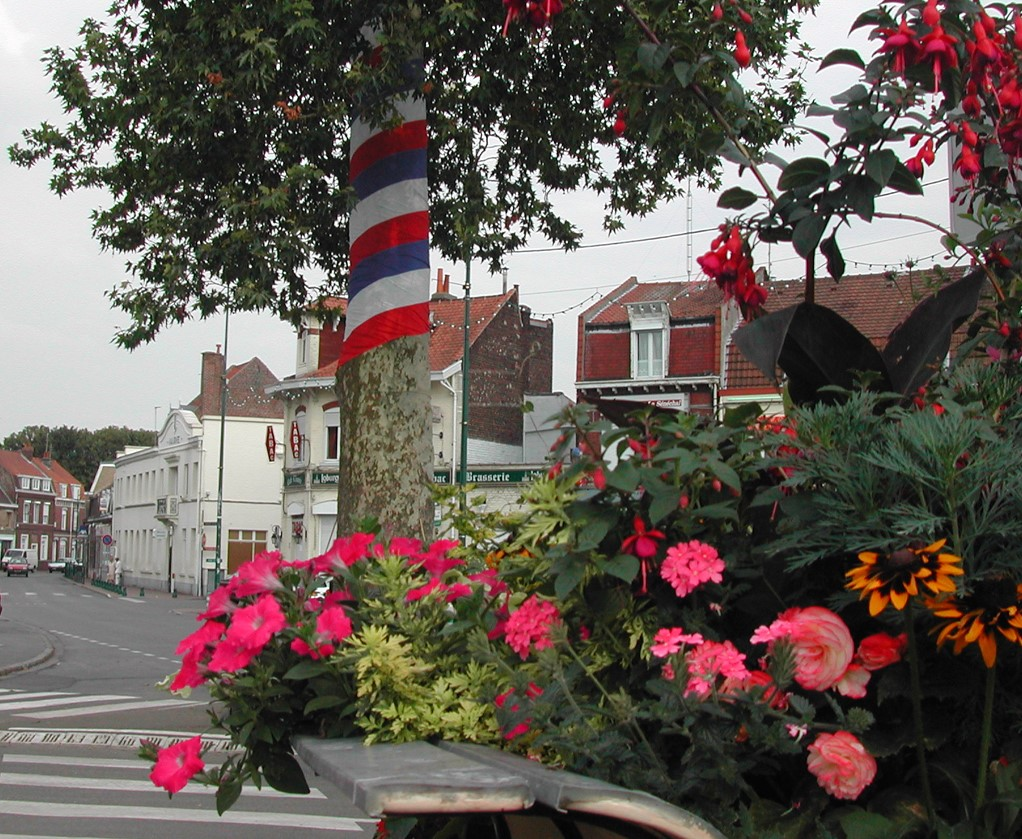
L'arbre de la Liberté à Annappes.

- Église Saint-Sébastien d'Annappes (XIIe siècle) abritant la crypte de la famille du comte de Montalembert.

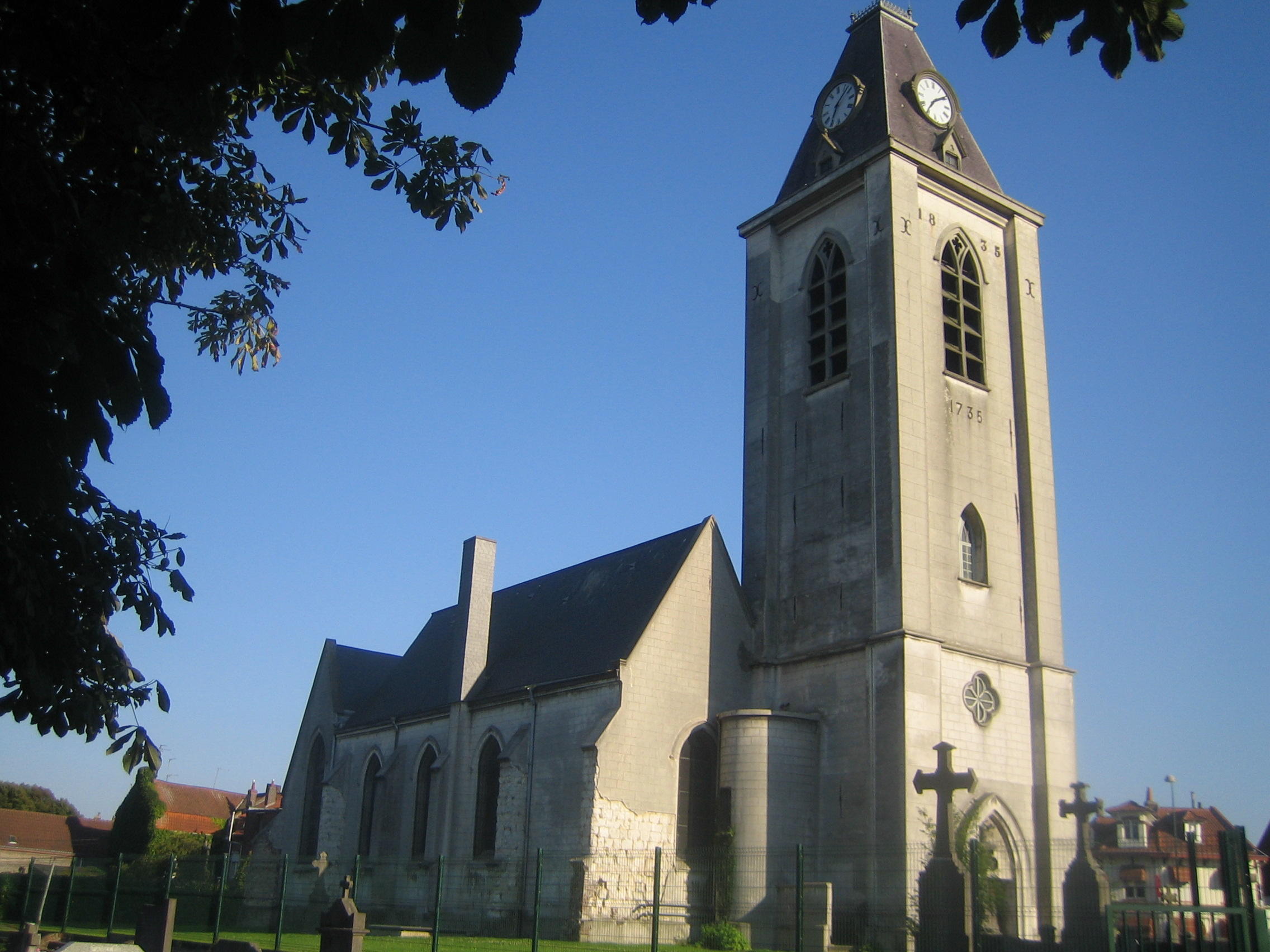
Église Saint-Sébastien d'Annappes.
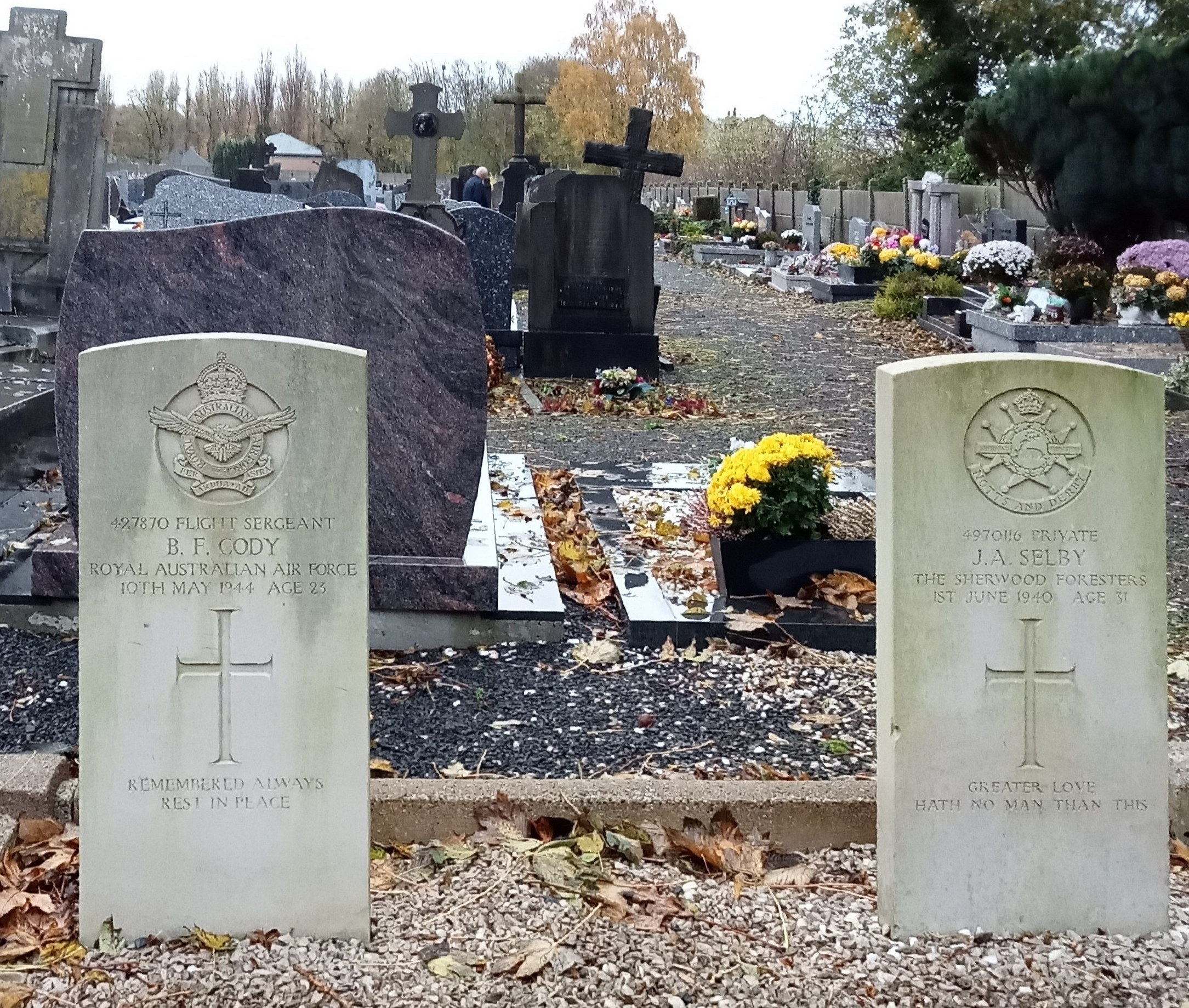
Cimetière d'Annappes.- Tombes des soldats du Commonwealth.

- Villa Gabrielle (XVIIIe siècle), anciennement rattachée aux Hospices de Lille.
- Château de Brigode (XVIIIe siècle), détruit.

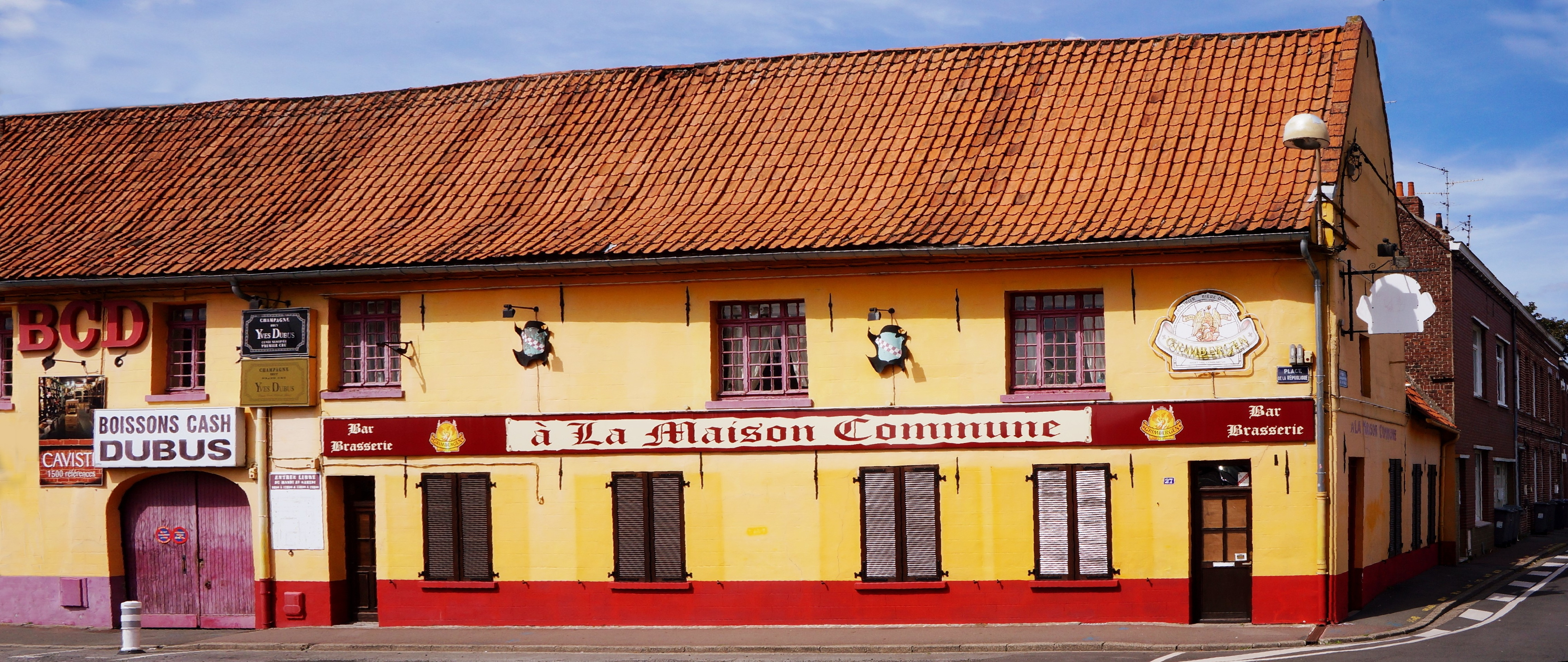
À la Maison Commune d'Annappes.

- Maison commune, place de la République en face de l'église, construite en 1663 où siégeait le bourgmestre et son conseil et on y rendait la justice ; c'est aujourd’hui une brasserie. Une planche des Albums de Croÿ, du début du XVIIe siècle, représente le village d'Annappes où on peut reconnaître, outre l'église, le château du Comte, et la maison commune[32].
- Musée du Terroir.
- Ferme Saint-Sauveur (XVIIIe siècle), qui appartenait à l'Hôpital Saint-Sauveur de Lille. À la suite d'un incendie de 1973, la grange a été reconstruite en brique et en pierre. On y trouve une sculpture de Félix Roulin.

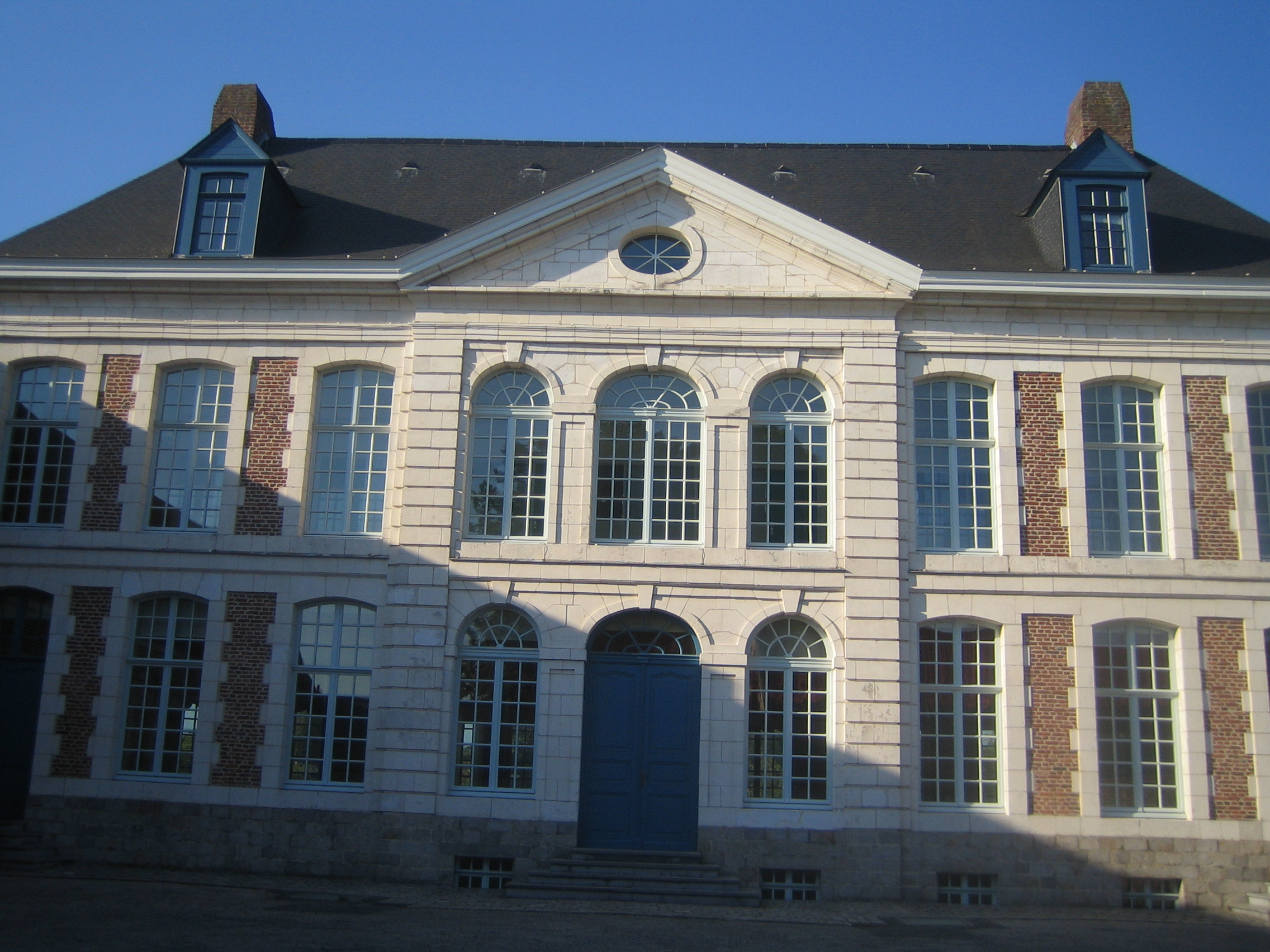
Façade de la villa Gabrielle.
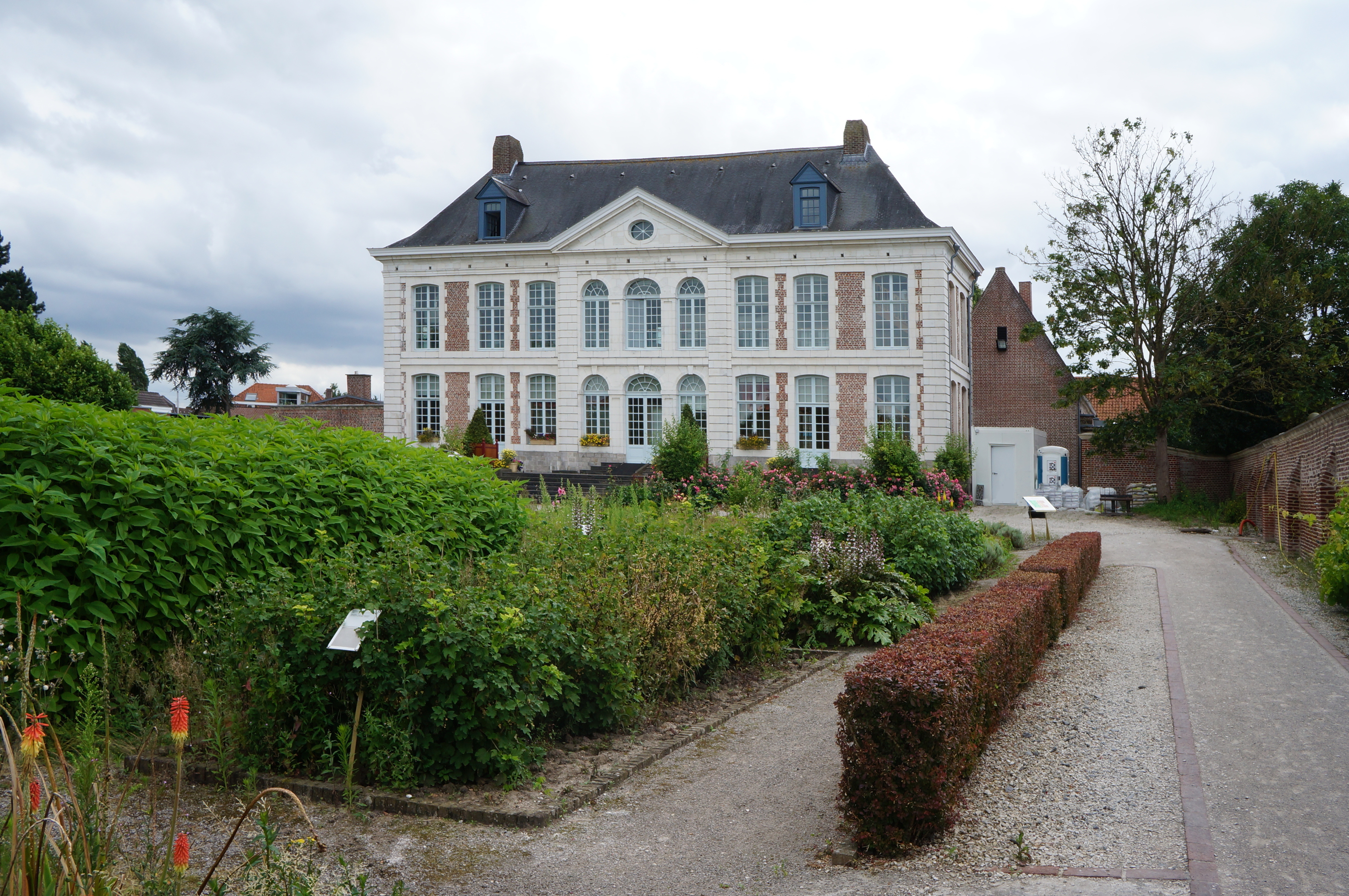
Parc de la villa Gabrielle.
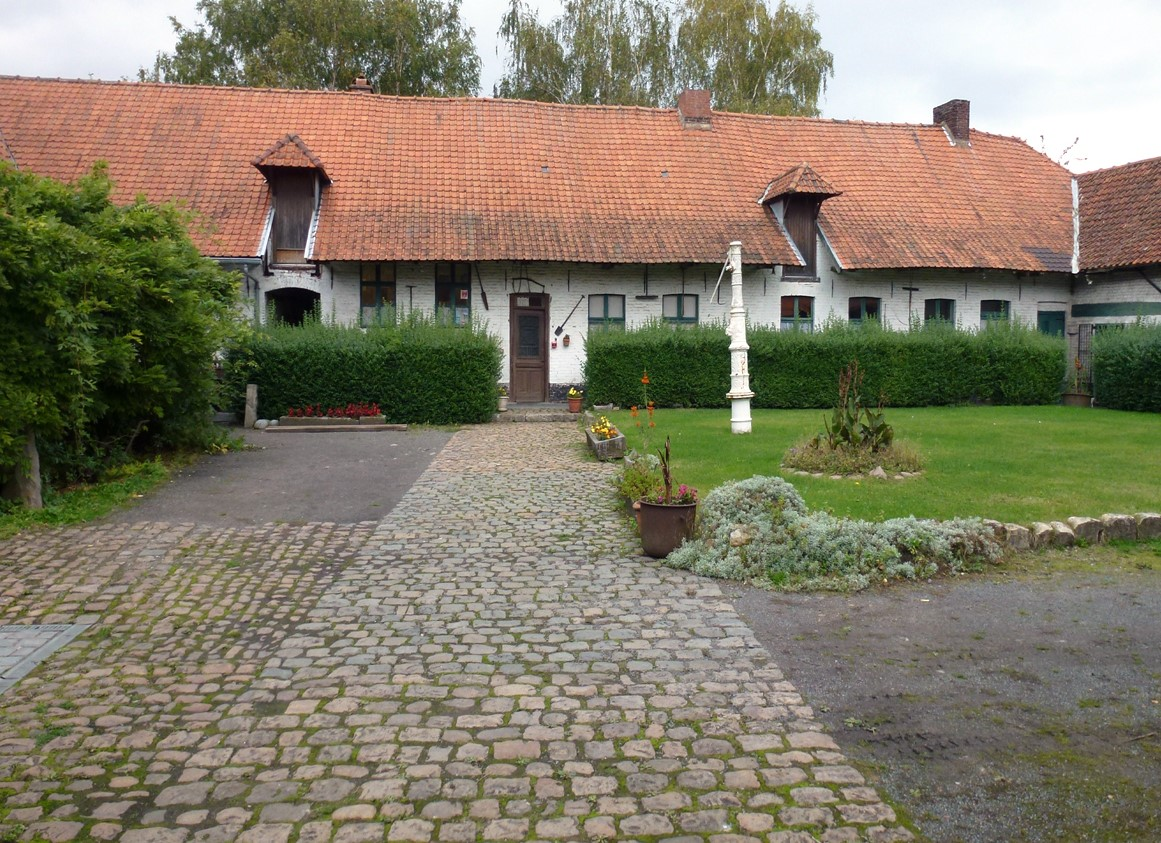
Musée du Terroir de Villeneuve-d'Ascq.

## Curiosités
Auguste Labbe, chansonnier lillois, écrit en 1896 un poème à la gloire d'Annappes :
Des bons indrots, ch'ti là ch'est l'crème
Et les Lillos les pus sérieux
Vous dirons qu'ch'est Annapp' qu'on aime
Ch'est Annapp' qu'on aime l'mieux !

## Transport
- Les lignes Lille-Tournai, Lille-Liège et Lille-Orchies de la SNCF et de la SNCB desservent le quartier via la gare d'Annappes.
- Le quartier est desservi par les lignes de bus 13, 34 et 73 du réseau Ilévia.

## Sport
Annappes possède une équipe de football, le Villeneuve d'Ascq Métropole (Vam), qui réside au stade Jean-Jacques, carrière Delporte.